# Blommersia sarotra
Blommersia sarotra is een kikker uit de familie gouden kikkers (Mantellidae). De soort werd voor het eerst wetenschappelijk beschreven door Frank Glaw en Miguel Vences in 2002. De soort behoort tot het geslacht Blommersia.

## Leefgebied
De kikker is endemisch in Madagaskar. De soort komt voor in het oosten van het eiland en leeft in de subtropische bossen van Madagaskar op een hoogte van 900 tot 1200 meter.

## Synoniemen
- Mantidactylus sarotra Glaw & Vences, 2002